# 維多利亞公園 (李斯特)

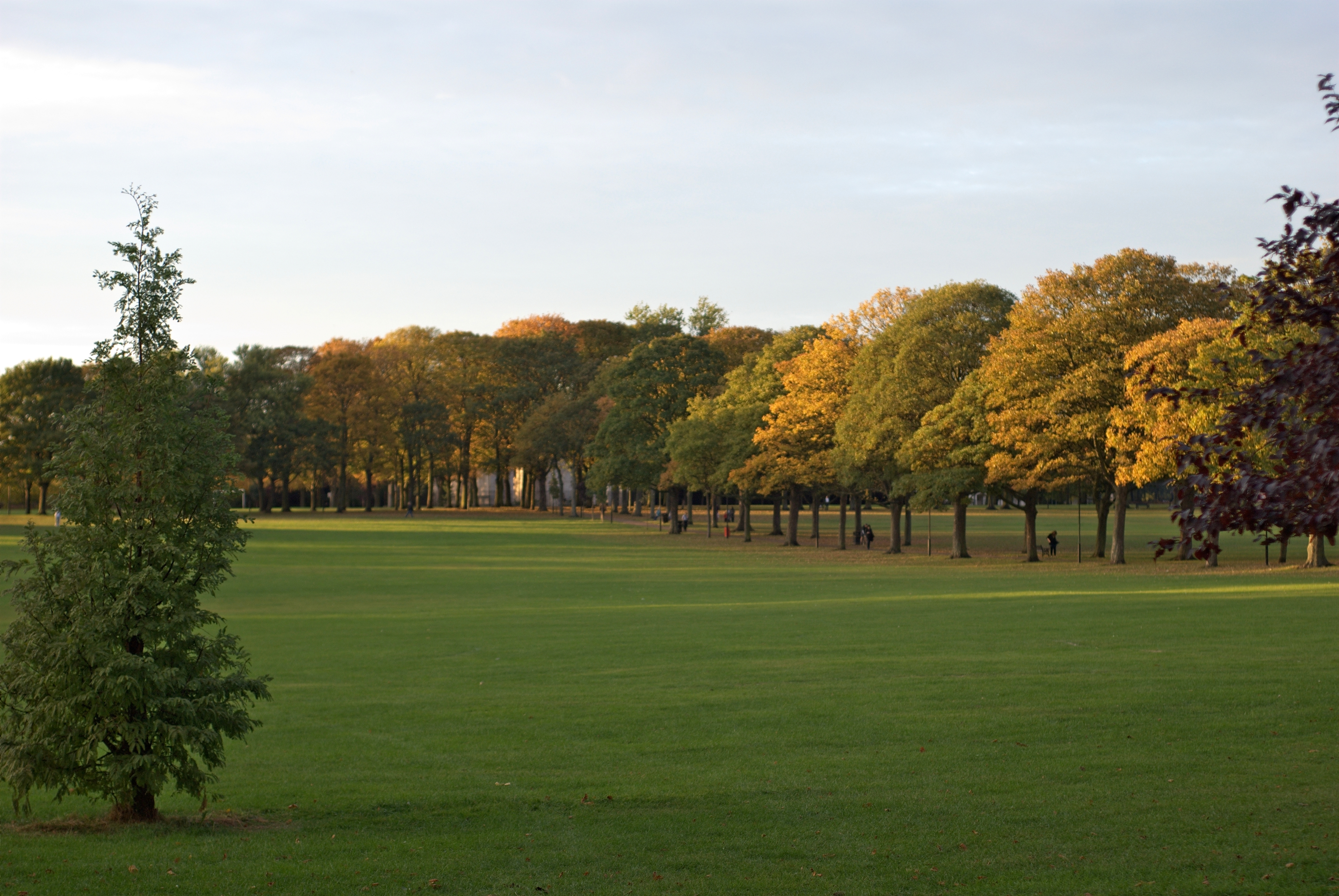
維多利亞公園 (李斯特)

|  |

維多利亞公園是個佔地 69 英畝（約279,000平方米）的公共公園。它位於城市的東南部，從市中心的外圍開始環繞著萊斯特大學，鄰近萊斯特站。

## 歷史
在過去，公園曾是李斯特南部田野的一部分，在1806年到1883年期間用作普通的賽馬場，後來其功用便轉移到奧打比專門建造的李斯特賽馬場。公園於1882年開幕，而那個維多利亞式的看台一直屹立至二十世紀中期；後來在賽馬場搬到奧打比後，就用作為公園休息的涼亭。1940年，公園遭受德國降落傘炸彈的襲擊而被破壞，後來便被拆除，並在原址重建了一座新的涼亭，並於1958年開幕。莱斯特城足球俱乐部於1884年至1890年間曾多次會在此舉辦球賽。

## 設施
它有著各式各樣的運動設施，當中包括网球、篮球、保齡球、槌球、足球和板球。最近更增添了一個滑板公園和為兒童而設的遊樂場。公園大部分都是平坦並廣闊的草地，而最大的空間有時會作舉辦戶外活動的場所：近年來，舉辦過的活動包括BBC廣播一台的 One Big Sunday，李斯特加勒比狂歡節，李斯特同志驕傲大遊行（Leicester Pride）和夏日聖代音樂節。搖滾樂團卡薩比恩也曾在這裡舉辦音樂會，售出五萬張門票。看台除了設立了更衣室外，也設有咖啡館。

## 地標

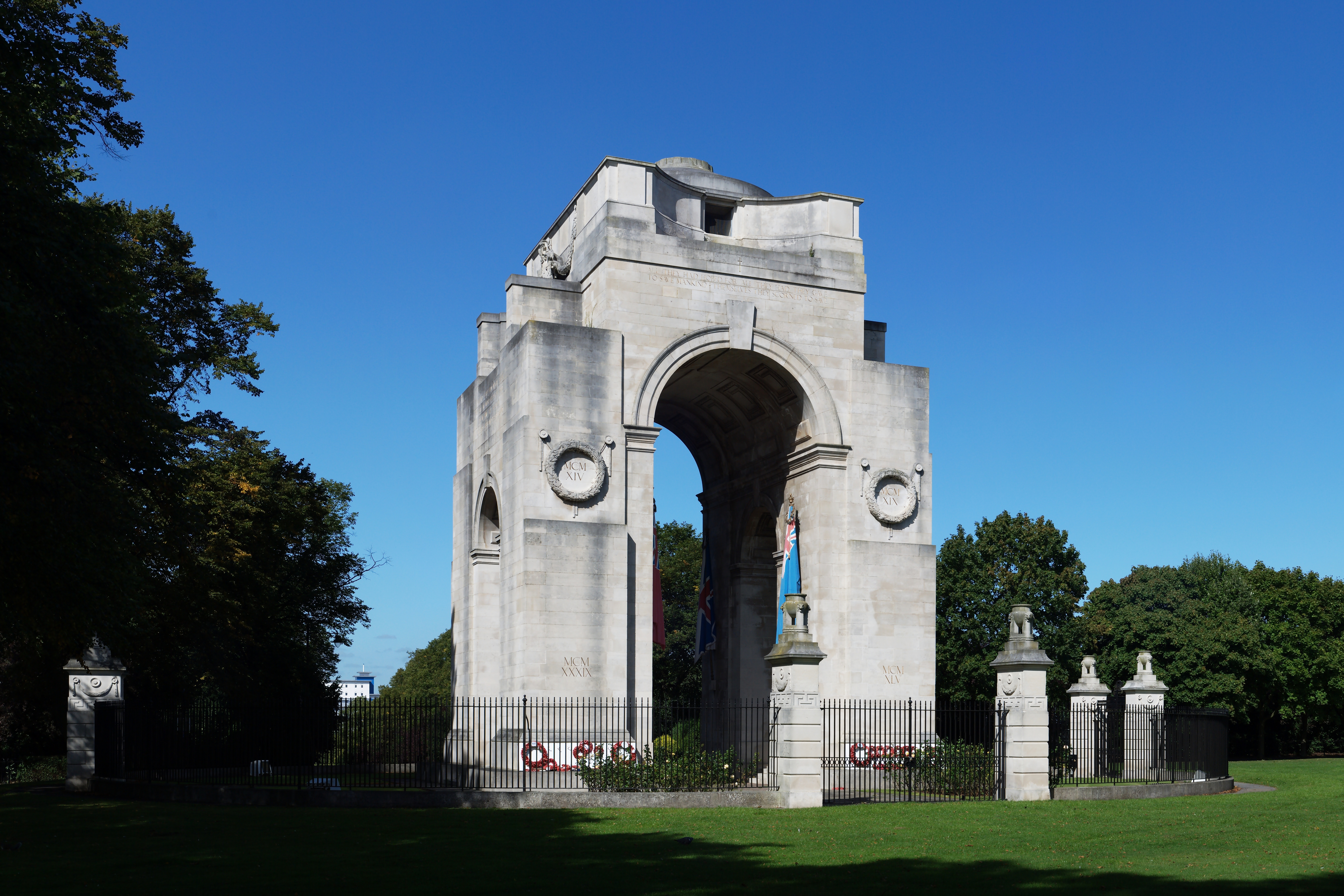
維多利亞公園的魯琴斯戰爭紀念拱門

公園內有兩座紀念建築物。戰爭紀念拱門建於1923年，是埃德溫·魯琴斯設計的一道四面拱門，紀念第一次世界大戰的犧牲者。該拱門為一級歷史建築，屹立於和平步道的頂端，從柵欄門開始直通大學路。另一個小紀念石碑位於咖啡館的旁邊，作為紀念美國第82空降師在D 日前在李斯特依然緊守崗位。而在近公園倫敦路旁的柵欄門和小屋建於1930年，也是由魯琴斯所設計。

## 運動
在每週六早上9點，公園跑都會在該公園進行。